# 돈 그레디

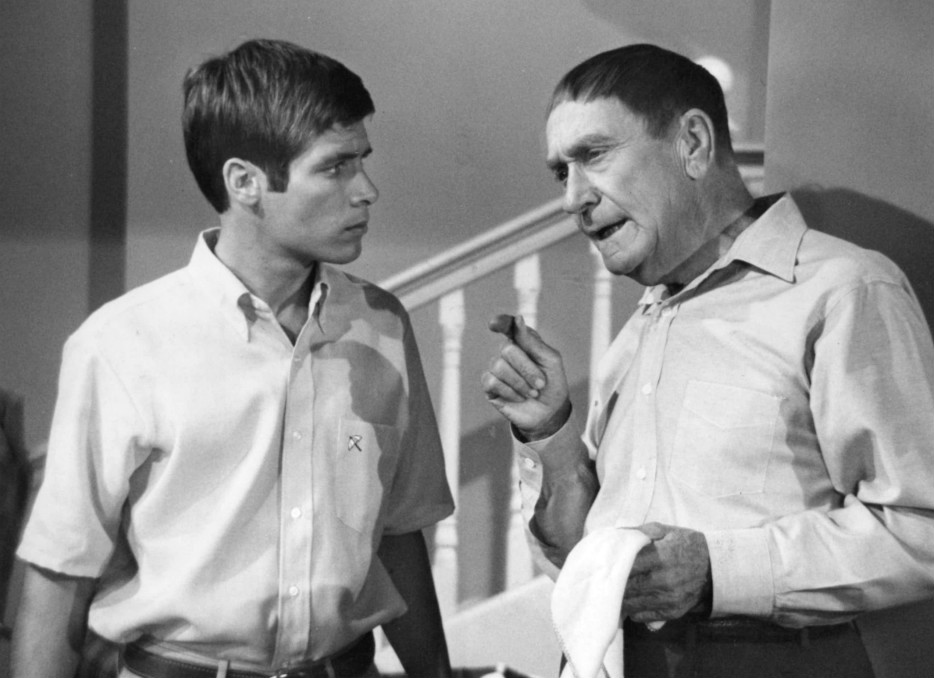

돈 그레디(Don Grady, 1944년 6월 8일 ~ 2012년 6월 27일)는 미국의 텔레비전 배우, 배우, 영화배우, 작곡가, 각본가, 작사가이다.
샌디에이고에서 태어났으며 사우전드오크스에서 사망하였다. 사인은 암이다.

## 방송
- 나의 세 아들
- 미키 마우스 클럽

## 영화
- 피부 깊숙이 (1989년)
- 달리는 사이먼 (1981년)
- 나의 세 아들 (1960년)
- 미키 마우스 클럽 (1955년)